# Longeville-sur-Mer
 Longeville-sur-Mer  es una población y comuna francesa, en la región de Países del Loira, departamento de Vendée, en el distrito de Les Sables-d'Olonne y cantón de Talmont-Saint-Hilaire.

## Demografía
| 1693 | 1700 | 1791 | 1876 | 1979 | 1962 |
| Para los censos de 1962 a 1999 la población legal corresponde a la población sin duplicidades (Fuente: INSEE [Consultar]) |      |      |      |      |      |